# Élections cantonales de 1994 dans la Vienne
Les élections cantonales ont eu lieu les 20 et 27 mars 1994.
Lors de ces élections, 19 des 38 cantons de la Vienne ont été renouvelés. Elles ont vu la reconduction de la majorité dirigée par René Monory, président du conseil général depuis 1977.

## Contexte départemental

### Assemblée départementale sortante
Avant les élections, le conseil général de la Vienne est présidé par René Monory (UDF). Il comprend 38 conseillers généraux issus des 38 cantons de la Vienne ; 19 d'entre eux sont renouvelables lors de ces élections.
| Parti                              | Sigle | Élus |
| ---------------------------------- | ----- | ---- |
| Majorité (27 sièges)               |       |      |
| Divers droite                      | DVD   | 12   |
| Union pour la démocratie française | UDF   | 10   |
| Rassemblement pour la République   | RPR   | 5    |
| Opposition (11 sièges)             |       |      |
| Parti socialiste                   | PS    | 5    |
| Parti communiste français          | PCF   | 5    |
| Divers gauche                      | DVG   | 1    |
| Président du conseil général       |       |      |
| René Monory (UDF)                  |       |      |

## Résultats à l'échelle du département
| Étiquette      | Étiquette                          | Premier tour | Premier tour | Second tour | Second tour | Sièges |
| Étiquette      | Étiquette                          | Voix         | %            | Voix        | %           | Sièges |
| -------------- | ---------------------------------- | ------------ | ------------ | ----------- | ----------- | ------ |
|                | Parti socialiste                   | 23 658       | 26,89        | 22 427      | 46,88       | 7      |
|                | Parti communiste français          | 9 955        | 11,32        | 1 144       | 2,39        | 2      |
|                | Extrême gauche                     | 1 898        | 2,16         |             |             |        |
|                | Divers gauche                      | 1 459        | 1,66         |             |             |        |
| Gauche         | Gauche                             | 36 970       | 42,03        | 23 571      | 49,27       | 9      |
|                |                                    |              |              |             |             |        |
|                | Rassemblement pour la République   | 20 348       | 23,13        | 14 499      | 30,31       | 4      |
|                | Union pour la démocratie française | 17 421       | 19,80        | 5 622       | 11,75       | 5      |
|                | Divers droite                      | 4 508        | 5,12         | 4 148       | 8,67        | 1      |
|                | Front national                     | 5 359        | 6,09         |             |             |        |
| Droite         | Droite                             | 47 636       | 54,14        | 24 269      | 50,73       | 10     |
|                |                                    |              |              |             |             |        |
|                | Les Verts                          | 3 364        | 3,82         |             |             |        |
|                |                                    |              |              |             |             |        |
| Inscrits       | Inscrits                           | 146 295      | 100,00       | 79 011      | 100,00      |        |
| Abstention     | Abstention                         | 53 336       | 36,46        | 28 285      | 35,80       |        |
| Votants        | Votants                            | 92 959       | 63,54        | 50 726      | 64,20       |        |
| Blancs et nuls | Blancs et nuls                     | 4 989        | 5,37         | 2 886       | 5,69        |        |
| Exprimés       | Exprimés                           | 87 970       | 94,63        | 47 840      | 94,31       |        |

### Résultats en nombre de sièges
| Parti | Sièges mis en jeu | Élus | Évolution |
| ----- | ----------------- | ---- | --------- |
| PCF   | 4                 | 2    | -2        |
| PS    | 3                 | 7    | +4        |
| UDF   | 5                 | 5    | =         |
| DVD   | 3                 | 1    | -2        |
| RPR   | 4                 | 4    | =         |

### Assemblée départementale à l'issue des élections
| Parti                              | Sigle | Élus |
| ---------------------------------- | ----- | ---- |
| Majorité (25 sièges)               |       |      |
| Divers droite                      | DVD   | 10   |
| Union pour la démocratie française | UDF   | 10   |
| Rassemblement pour la République   | RPR   | 5    |
| Opposition (13 sièges)             |       |      |
| Parti socialiste                   | PS    | 9    |
| Parti communiste français          | PCF   | 3    |
| Divers gauche                      | DVG   | 1    |
| Président du conseil général       |       |      |
| René Monory (UDF)                  |       |      |

## Résultats par canton

### Canton d’Availles-Limouzine
| Candidats      | Candidats           | Étiquette      | Premier tour | Premier tour | Second tour | Second tour |
| Candidats      | Candidats           | Étiquette      | Voix         | %            | Voix        | %           |
| -------------- | ------------------- | -------------- | ------------ | ------------ | ----------- | ----------- |
|                | Raymond Brunet*     | PCF            | 792          | 38,69        | 1 144       | 57,95       |
|                | Jacques Martin      | UDF            | 526          | 25,70        | 830         | 42,05       |
|                | Jean-Michel Clément | DVG            | 435          | 21,25        | Retrait     | Retrait     |
|                | Jean Debiais        | DVD            | 245          | 11,97        |             |             |
|                | Marcel Dechassey    | FN             | 49           | 2,39         |             |             |
|                |                     |                |              |              |             |             |
| Inscrits       | Inscrits            | Inscrits       | 2 686        | 100,00       | 2 686       | 100,00      |
| Abstentions    | Abstentions         | Abstentions    | 563          | 20,96        | 591         | 22,00       |
| Votants        | Votants             | Votants        | 2 123        | 79,04        | 2 095       | 78,00       |
| Blancs et nuls | Blancs et nuls      | Blancs et nuls | 76           | 3,58         | 121         | 5,78        |
| Exprimés       | Exprimés            | Exprimés       | 2 047        | 96,42        | 1 974       | 94,22       |

*sortant

### Canton de Châtellerault-Nord
| Candidats      | Candidats           | Étiquette      | Premier tour | Premier tour |
| Candidats      | Candidats           | Étiquette      | Voix         | %            |
| -------------- | ------------------- | -------------- | ------------ | ------------ |
|                | Jean-Pierre Abelin* | UDF            | 2 870        | 50,20        |
|                | Evelyne Jacque      | PS             | 1 419        | 24,82        |
|                | Éric Audebert       | FN             | 459          | 8,03         |
|                | Chantal Vacheron    | PCF            | 426          | 7,45         |
|                | Francis Jadeau      | Verts          | 372          | 6,51         |
|                | Patrick Juin        | DVG            | 171          | 2,99         |
|                |                     |                |              |              |
| Inscrits       | Inscrits            | Inscrits       | 11 263       | 100,00       |
| Abstentions    | Abstentions         | Abstentions    | 5 257        | 46,47        |
| Votants        | Votants             | Votants        | 6 006        | 53,33        |
| Blancs et nuls | Blancs et nuls      | Blancs et nuls | 289          | 4,81         |
| Exprimés       | Exprimés            | Exprimés       | 5 717        | 95,19        |

*sortant

### Canton de Dangé-Saint-Romain
| Candidats      | Candidats            | Étiquette      | Premier tour | Premier tour | Second tour | Second tour |
| Candidats      | Candidats            | Étiquette      | Voix         | %            | Voix        | %           |
| -------------- | -------------------- | -------------- | ------------ | ------------ | ----------- | ----------- |
|                | Robert Stanghellini* | DVD            | 1 927        | 42,63        | 2 308       | 49,24       |
|                | Guy Monjalon         | PS             | 1 804        | 39,91        | 2 379       | 50,76       |
|                | Béatrice Degrootte   | FN             | 417          | 9,23         |             |             |
|                | Alain Texier         | PCF            | 372          | 8,23         |             |             |
|                |                      |                |              |              |             |             |
| Inscrits       | Inscrits             | Inscrits       | 7 003        | 100,00       | 7 003       | 100,00      |
| Abstentions    | Abstentions          | Abstentions    | 2 260        | 32,27        | 2 101       | 30,00       |
| Votants        | Votants              | Votants        | 4 743        | 67,73        | 4 902       | 70,00       |
| Blancs et nuls | Blancs et nuls       | Blancs et nuls | 223          | 4,70         | 215         | 4,39        |
| Exprimés       | Exprimés             | Exprimés       | 4 520        | 95,30        | 4 687       | 95,61       |

*sortant

### Canton de Gençay
| Candidats      | Candidats                     | Étiquette      | Premier tour | Premier tour |
| Candidats      | Candidats                     | Étiquette      | Voix         | %            |
| -------------- | ----------------------------- | -------------- | ------------ | ------------ |
|                | Arnaud Lepercq*               | RPR            | 2 652        | 70,89        |
|                | Bernard Charbonnier           | PCF            | 649          | 17,35        |
|                | Jean de Bourleuf              | FN             | 223          | 5,96         |
|                | Dominique Michel de Pierredon | DVD            | 217          | 5,80         |
|                |                               |                |              |              |
| Inscrits       | Inscrits                      | Inscrits       | 6 285        | 100,00       |
| Abstentions    | Abstentions                   | Abstentions    | 2 191        | 34,86        |
| Votants        | Votants                       | Votants        | 4 094        | 65,14        |
| Blancs et nuls | Blancs et nuls                | Blancs et nuls | 353          | 8,62         |
| Exprimés       | Exprimés                      | Exprimés       | 3 741        | 91,38        |

*sortant

### Canton de L'Isle-Jourdain
| Candidats      | Candidats          | Étiquette      | Premier tour | Premier tour | Second tour | Second tour |
| Candidats      | Candidats          | Étiquette      | Voix         | %            | Voix        | %           |
| -------------- | ------------------ | -------------- | ------------ | ------------ | ----------- | ----------- |
|                | Robert Vergnaud    | RPR            | 913          | 26,09        | 1 370       | 41,22       |
|                | Jean-Claude Cubaud | PS             | 864          | 24,69        | 1 954       | 58,78       |
|                | André Rideau*      | PCF            | 812          | 23,20        | Retrait     | Retrait     |
|                | Yves Jean          | DVG            | 736          | 21,03        | Retrait     | Retrait     |
|                | Gérard Dardillac   | FN             | 175          | 5,00         |             |             |
|                |                    |                |              |              |             |             |
| Inscrits       | Inscrits           | Inscrits       | 4 760        | 100,00       | 4 760       | 100,00      |
| Abstentions    | Abstentions        | Abstentions    | 1 138        | 23,91        | 1 226       | 25,76       |
| Votants        | Votants            | Votants        | 3 622        | 76,09        | 3 534       | 74,24       |
| Blancs et nuls | Blancs et nuls     | Blancs et nuls | 122          | 3,37         | 210         | 5,94        |
| Exprimés       | Exprimés           | Exprimés       | 3 500        | 96,63        | 3 324       | 94,06       |

*sortant

### Canton de Lencloître
| Candidats      | Candidats          | Étiquette      | Premier tour | Premier tour |
| Candidats      | Candidats          | Étiquette      | Voix         | %            |
| -------------- | ------------------ | -------------- | ------------ | ------------ |
|                | Henri Colin        | UDF            | 2 016        | 52,05        |
|                | Jacqueline Roger   | PCF            | 793          | 20,48        |
|                | Roger Dellandrea   | PS             | 715          | 18,46        |
|                | Stéphane Tessereau | FN             | 349          | 9,01         |
|                |                    |                |              |              |
| Inscrits       | Inscrits           | Inscrits       | 6 264        | 100,00       |
| Abstentions    | Abstentions        | Abstentions    | 2 179        | 34,79        |
| Votants        | Votants            | Votants        | 4 085        | 65,21        |
| Blancs et nuls | Blancs et nuls     | Blancs et nuls | 212          | 5,19         |
| Exprimés       | Exprimés           | Exprimés       | 3 873        | 94,81        |

### Canton de Montmorillon
| Candidats      | Candidats            | Étiquette      | Premier tour | Premier tour |
| Candidats      | Candidats            | Étiquette      | Voix         | %            |
| -------------- | -------------------- | -------------- | ------------ | ------------ |
|                | Guillaume de Russé*  | RPR            | 2 788        | 52,33        |
|                | Philippe Charpentier | PS             | 1 556        | 29,20        |
|                | Joël Labracherie     | PCF            | 665          | 12,48        |
|                | Michel Gaud          | FN             | 319          | 5,99         |
|                |                      |                |              |              |
| Inscrits       | Inscrits             | Inscrits       | 8 152        | 100,00       |
| Abstentions    | Abstentions          | Abstentions    | 2 391        | 29,33        |
| Votants        | Votants              | Votants        | 5 761        | 70,67        |
| Blancs et nuls | Blancs et nuls       | Blancs et nuls | 433          | 7,52         |
| Exprimés       | Exprimés             | Exprimés       | 5 328        | 92,48        |

*sortant

### Canton de Monts-sur-Guesnes
| Candidats      | Candidats        | Étiquette      | Premier tour | Premier tour |
| Candidats      | Candidats        | Étiquette      | Voix         | %            |
| -------------- | ---------------- | -------------- | ------------ | ------------ |
|                | Gilbert Roy*     | UDF            | 1 316        | 62,22        |
|                | Michel Provost   | PS             | 566          | 26,76        |
|                | Philippe Hurtier | FN             | 128          | 6,05         |
|                | Thierry Adt      | PCF            | 105          | 4,96         |
|                |                  |                |              |              |
| Inscrits       | Inscrits         | Inscrits       | 3 060        | 100,00       |
| Abstentions    | Abstentions      | Abstentions    | 806          | 26,34        |
| Votants        | Votants          | Votants        | 2 254        | 73,66        |
| Blancs et nuls | Blancs et nuls   | Blancs et nuls | 139          | 6,17         |
| Exprimés       | Exprimés         | Exprimés       | 2 115        | 93,83        |

*sortant

### Canton de Poitiers-1
| Candidats      | Candidats           | Étiquette      | Premier tour | Premier tour | Second tour | Second tour |
| Candidats      | Candidats           | Étiquette      | Voix         | %            | Voix        | %           |
| -------------- | ------------------- | -------------- | ------------ | ------------ | ----------- | ----------- |
|                | Eric Duboc          | UDF            | 1 983        | 36,00        | 2 667       | 48,01       |
|                | Maurice Monange*    | PS             | 1 957        | 35,52        | 2 888       | 51,99       |
|                | Patrice Auzanneau   | DVD            | 635          | 11,53        |             |             |
|                | Jean-Louis Jollivet | Verts          | 356          | 6,46         |             |             |
|                | Pierre Huppert      | FN             | 293          | 5,32         |             |             |
|                | Jean-Jacques Guérin | PCF            | 285          | 5,17         |             |             |
|                |                     |                |              |              |             |             |
| Inscrits       | Inscrits            | Inscrits       | 9 322        | 100,00       | 9 318       | 100,00      |
| Abstentions    | Abstentions         | Abstentions    | 3 558        | 38,17        | 3 462       | 37,15       |
| Votants        | Votants             | Votants        | 5 764        | 61,83        | 5 856       | 62,85       |
| Blancs et nuls | Blancs et nuls      | Blancs et nuls | 255          | 4,42         | 301         | 5,14        |
| Exprimés       | Exprimés            | Exprimés       | 5 509        | 95,58        | 5 555       | 94,86       |

*sortant

### Canton de Poitiers-2
| Candidats      | Candidats               | Étiquette      | Premier tour | Premier tour | Second tour | Second tour |
| Candidats      | Candidats               | Étiquette      | Voix         | %            | Voix        | %           |
| -------------- | ----------------------- | -------------- | ------------ | ------------ | ----------- | ----------- |
|                | Jean-Jacques Cheneseau* | RPR            | 2 192        | 37,22        | 2 757       | 47,78       |
|                | Philippe Decaudin       | PS             | 1 723        | 29,25        | 3 013       | 52,22       |
|                | Bertrand Royer          | EXG            | 844          | 14,33        |             |             |
|                | Eric Joyaux             | Verts          | 482          | 8,18         |             |             |
|                | Noël Pichon             | FN             | 385          | 6,54         |             |             |
|                | Maurice Lestage         | PCF            | 264          | 4,48         |             |             |
|                |                         |                |              |              |             |             |
| Inscrits       | Inscrits                | Inscrits       | 10 729       | 100,00       | 10 729      | 100,00      |
| Abstentions    | Abstentions             | Abstentions    | 4 566        | 42,56        | 4 588       | 42,76       |
| Votants        | Votants                 | Votants        | 6 163        | 57,44        | 6 141       | 57,24       |
| Blancs et nuls | Blancs et nuls          | Blancs et nuls | 273          | 4,43         | 371         | 6,04        |
| Exprimés       | Exprimés                | Exprimés       | 5 890        | 95,57        | 5 770       | 93,96       |

*sortant

### Canton de Poitiers-3
| Candidats      | Candidats            | Étiquette      | Premier tour | Premier tour |
| Candidats      | Candidats            | Étiquette      | Voix         | %            |
| -------------- | -------------------- | -------------- | ------------ | ------------ |
|                | Jacques Grandon*     | UDF            | 3 185        | 53,37        |
|                | Antoine Loguillard   | PS             | 1 307        | 21,90        |
|                | Daniel Lhomond       | Verts          | 402          | 6,74         |
|                | Michel Bodin         | PCF            | 395          | 6,62         |
|                | Patrice Millet       | EXG            | 354          | 5,93         |
|                | Marie-Thérèse Wuiart | FN             | 325          | 5,45         |
|                |                      |                |              |              |
| Inscrits       | Inscrits             | Inscrits       | 10 968       | 100,00       |
| Abstentions    | Abstentions          | Abstentions    | 4 727        | 43,10        |
| Votants        | Votants              | Votants        | 6 241        | 56,90        |
| Blancs et nuls | Blancs et nuls       | Blancs et nuls | 273          | 4,37         |
| Exprimés       | Exprimés             | Exprimés       | 5 968        | 95,63        |

*sortant

### Canton de Poitiers-5
| Candidats      | Candidats          | Étiquette      | Premier tour | Premier tour | Second tour | Second tour |
| Candidats      | Candidats          | Étiquette      | Voix         | %            | Voix        | %           |
| -------------- | ------------------ | -------------- | ------------ | ------------ | ----------- | ----------- |
|                | Jean-Pierre Jarry  | RPR            | 3 076        | 46,44        | 3 478       | 53,73       |
|                | Jean-Luc Gaboreau  | PS             | 2 245        | 33,89        | 2 995       | 46,27       |
|                | Philippe Courtin   | Verts          | 610          | 9,21         |             |             |
|                | Dominique Assar    | PCF            | 351          | 5,30         |             |             |
|                | Georges La Planeta | FN             | 342          | 5,16         |             |             |
|                |                    |                |              |              |             |             |
| Inscrits       | Inscrits           | Inscrits       | 10 760       | 100,00       | 10 757      | 100,00      |
| Abstentions    | Abstentions        | Abstentions    | 3 761        | 34,95        | 3 900       | 36,26       |
| Votants        | Votants            | Votants        | 6 999        | 65,05        | 6 857       | 63,74       |
| Blancs et nuls | Blancs et nuls     | Blancs et nuls | 375          | 5,36         | 384         | 5,60        |
| Exprimés       | Exprimés           | Exprimés       | 6 624        | 94,64        | 6 473       | 94,40       |

### Canton de Poitiers-6
| Candidats      | Candidats                | Étiquette      | Premier tour | Premier tour |
| Candidats      | Candidats                | Étiquette      | Voix         | %            |
| -------------- | ------------------------ | -------------- | ------------ | ------------ |
|                | Jean-Yves Chamard*       | RPR            | 2 646        | 56,70        |
|                | Jean-Pierre Gougeon      | PS             | 930          | 19,93        |
|                | Jacques Richer           | Verts          | 507          | 10,86        |
|                | Jacqueline Soussaintjean | FN             | 259          | 5,55         |
|                | Jean Daniau              | PCF            | 208          | 4,46         |
|                | Jean-Michel Fournier     | DVG            | 117          | 2,51         |
|                |                          |                |              |              |
| Inscrits       | Inscrits                 | Inscrits       | 8 481        | 100,00       |
| Abstentions    | Abstentions              | Abstentions    | 3 630        | 42,80        |
| Votants        | Votants                  | Votants        | 4 851        | 57,20        |
| Blancs et nuls | Blancs et nuls           | Blancs et nuls | 184          | 3,79         |
| Exprimés       | Exprimés                 | Exprimés       | 4 667        | 96,21        |

*sortant

### Canton de Poitiers-7
| Candidats      | Candidats            | Étiquette      | Premier tour | Premier tour | Second tour | Second tour |
| Candidats      | Candidats            | Étiquette      | Voix         | %            | Voix        | %           |
| -------------- | -------------------- | -------------- | ------------ | ------------ | ----------- | ----------- |
|                | Alain Claeys*        | PS             | 2 507        | 38,81        | 3 717       | 60,45       |
|                | Daniel Bontoux       | RPR            | 1 959        | 30,33        | 2 432       | 39,55       |
|                | Jean-Daniel Blusseau | EXG            | 700          | 10,84        |             |             |
|                | Marie Legrand        | Verts          | 635          | 9,83         |             |             |
|                | Georges Sales        | FN             | 341          | 5,28         |             |             |
|                | Pascal Elion         | PCF            | 318          | 4,92         |             |             |
|                |                      |                |              |              |             |             |
| Inscrits       | Inscrits             | Inscrits       | 12 165       | 100,00       | 12 165      | 100,00      |
| Abstentions    | Abstentions          | Abstentions    | 5 287        | 43,46        | 5 544       | 45,57       |
| Votants        | Votants              | Votants        | 6 878        | 56,54        | 6 621       | 54,43       |
| Blancs et nuls | Blancs et nuls       | Blancs et nuls | 418          | 6,08         | 472         | 7,13        |
| Exprimés       | Exprimés             | Exprimés       | 6 460        | 93,82        | 6 149       | 92,87       |

*sortant

### Canton de Saint-Georges-lès-Baillargeaux
| Candidats      | Candidats        | Étiquette      | Premier tour | Premier tour |
| Candidats      | Candidats        | Étiquette      | Voix         | %            |
| -------------- | ---------------- | -------------- | ------------ | ------------ |
|                | Francis Girault* | UDF            | 2 781        | 59,54        |
|                | Marc Laprie      | PS             | 1 057        | 22,63        |
|                | Pascal Lefebvre  | PCF            | 456          | 9,76         |
|                | Lucien Forgeot   | FN             | 377          | 8,07         |
|                |                  |                |              |              |
| Inscrits       | Inscrits         | Inscrits       | 8 111        | 100,00       |
| Abstentions    | Abstentions      | Abstentions    | 3 086        | 38,05        |
| Votants        | Votants          | Votants        | 5 025        | 61,95        |
| Blancs et nuls | Blancs et nuls   | Blancs et nuls | 354          | 7,04         |
| Exprimés       | Exprimés         | Exprimés       | 4 671        | 92,96        |

*sortant

### Canton de Saint-Savin
| Candidats      | Candidats             | Étiquette      | Premier tour | Premier tour |
| Candidats      | Candidats             | Étiquette      | Voix         | %            |
| -------------- | --------------------- | -------------- | ------------ | ------------ |
|                | Michel Brouard*       | PCF            | 2 045        | 60,95        |
|                | Corinne Ingremeau     | UDF            | 1 005        | 29,96        |
|                | Charles de Larouzière | DVD            | 174          | 5,19         |
|                | René Osganian         | FN             | 131          | 3,90         |
|                |                       |                |              |              |
| Inscrits       | Inscrits              | Inscrits       | 4 675        | 100,00       |
| Abstentions    | Abstentions           | Abstentions    | 1 196        | 25,58        |
| Votants        | Votants               | Votants        | 3 479        | 74,42        |
| Blancs et nuls | Blancs et nuls        | Blancs et nuls | 124          | 3,56         |
| Exprimés       | Exprimés              | Exprimés       | 3 355        | 96,44        |

*sortant

### Canton de La Villedieu-du-Clain
| Candidats      | Candidats          | Étiquette      | Premier tour | Premier tour | Second tour | Second tour |
| Candidats      | Candidats          | Étiquette      | Voix         | %            | Voix        | %           |
| -------------- | ------------------ | -------------- | ------------ | ------------ | ----------- | ----------- |
|                | Pierre Cartraud    | PS             | 2 506        | 44,97        | 3 021       | 52,91       |
|                | Gilbert Beaujaneau | RPR            | 2 402        | 43,10        | 2 689       | 47,09       |
|                | Marc Laprie        | PCF            | 412          | 7,39         |             |             |
|                | Jackie Pétrau      | FN             | 253          | 4,54         |             |             |
|                |                    |                |              |              |             |             |
| Inscrits       | Inscrits           | Inscrits       | 8 523        | 100,00       | 8 515       | 100,00      |
| Abstentions    | Abstentions        | Abstentions    | 2 558        | 30,01        | 2 521       | 29,61       |
| Votants        | Votants            | Votants        | 5 965        | 69,99        | 5 994       | 70,39       |
| Blancs et nuls | Blancs et nuls     | Blancs et nuls | 392          | 6,57         | 284         | 4,74        |
| Exprimés       | Exprimés           | Exprimés       | 5 573        | 93,43        | 5 710       | 95,26       |

### Canton de Vivonne
| Candidats      | Candidats         | Étiquette      | Premier tour | Premier tour | Second tour | Second tour |
| Candidats      | Candidats         | Étiquette      | Voix         | %            | Voix        | %           |
| -------------- | ----------------- | -------------- | ------------ | ------------ | ----------- | ----------- |
|                | Martine Camus     | RPR            | 1 720        | 43,89        | 1 773       | 49,07       |
|                | Robert Geay       | DVD            | 1 310        | 33,43        | 1 840       | 50,93       |
|                | Gérard Roger      | PS             | 531          | 13,55        |             |             |
|                | Fabienne Rouchier | PCF            | 220          | 5,61         |             |             |
|                | Joël Le Nestic    | FN             | 138          | 3,52         |             |             |
|                |                   |                |              |              |             |             |
| Inscrits       | Inscrits          | Inscrits       | 5 908        | 100,00       | 5 898       | 100,00      |
| Abstentions    | Abstentions       | Abstentions    | 1 788        | 30,26        | 2 015       | 34,16       |
| Votants        | Votants           | Votants        | 4 120        | 69,74        | 3 883       | 65,84       |
| Blancs et nuls | Blancs et nuls    | Blancs et nuls | 201          | 4,88         | 270         | 6,95        |
| Exprimés       | Exprimés          | Exprimés       | 3 919        | 95,12        | 3 613       | 93,05       |

### Canton de Vouneuil-sur-Vienne
| Candidats      | Candidats      | Étiquette      | Premier tour | Premier tour | Second tour | Second tour |
| Candidats      | Candidats      | Étiquette      | Voix         | %            | Voix        | %           |
| -------------- | -------------- | -------------- | ------------ | ------------ | ----------- | ----------- |
|                | Gérard Barc*   | PS             | 1 971        | 43,87        | 2 460       | 53,65       |
|                | Alain Guimard  | UDF            | 1 739        | 38,70        | 2 125       | 46,35       |
|                | Daniel Janolle | FN             | 396          | 8,81         |             |             |
|                | Camille Roy    | PCF            | 387          | 8,61         |             |             |
|                |                |                |              |              |             |             |
| Inscrits       | Inscrits       | Inscrits       | 7 180        | 100,00       | 7 180       | 100,00      |
| Abstentions    | Abstentions    | Abstentions    | 2 394        | 33,34        | 2 337       | 32,55       |
| Votants        | Votants        | Votants        | 4 786        | 66,66        | 4 843       | 67,45       |
| Blancs et nuls | Blancs et nuls | Blancs et nuls | 293          | 6,12         | 258         | 5,33        |
| Exprimés       | Exprimés       | Exprimés       | 4 493        | 93,88        | 4 585       | 94,67       |

*sortant